# 錫布里茲 (新澤西州)
錫布里茲（英語：Sea Breeze）是位於美國新澤西州坎伯蘭縣的非建制地區。

## 地理
錫布里茲所處的海拔為高於海平面1米（即3英呎），而該地所採用的時區為UTC-5，即北美东部时区（EST）。同時該地設有夏令時間，為UTC-5調快一小時，即UTC-4（EDT）。